# Piotr Lébedev
Piotr Nikoláievich Lébedev (del ruso: Пётр Никола́евич Лéбедев); Moscú, 24 de febrerojul./ 8 de marzo de 1866greg.-Moscú, 1 de marzojul./ 14 de marzo de 1912greg. fue un destacado físico ruso.

## Biografía
Piotr Lébedev obtuvo su doctorado en Estrasburgo bajo la supervisión de August Kundt en 1891. En ese año comenzó a trabajar en la Universidad Estatal de Moscú, en el grupo de Aleksandr Stolétov.
Allí realizó sus famosos estudios experimentales sobre las ondas electromagnéticas. Fue el primero en medir la presión de la luz sobre un sólido, en 1899. El descubrimiento fue anunciado en el Congreso Físico Mundial de París, en 1900. Fue la primera confirmación cuantitativa de la teoría del electromagnetismo de Maxwell.
En 1901 obtuvo el puesto de profesor en la Universidad Estatal de Moscú. En 1911 renunció como protesta contra las políticas del Ministerio de Educación. Ese mismo año recibió una oferta, que rechazó, para ser profesor en Estocolmo. Murió al año siguiente.

## Eponimia
- En su honor es el nombre del Instituto de Física Lébedev.
- El cráter lunar Lebedev lleva este nombre en su memoria.[1]